# Paalfundering

Paalfundering,
1 = palen, A = de dragende ondergrond

Een paalfundering is een fundering waarbij het eigen gewicht van het bouwwerk en de daarop uitgeoefende krachten via (ondergrondse) palen (eventueel heipalen) worden overgebracht naar de dragende ondergrond.
De palen moeten een lengte hebben van minimaal 5 maal de dwarsdoorsnede. Paalfunderingen worden toegepast als de draagkrachtige laag te diep ligt voor een fundering op staal of een fundering op putringen.

## Geschiedenis
Amsterdam die mooie stad

is gebouwd op palen.

Als die stad eens ommeviel

wie zou dat betalen.
Houten paalfunderingen worden al van oudsher toegepast. Het Paleis op de Dam is in 1665 gefundeerd op 13659 houten palen, en het Centraal Station in Amsterdam is ook (in 1889) op houten palen gefundeerd.

## Draagkracht

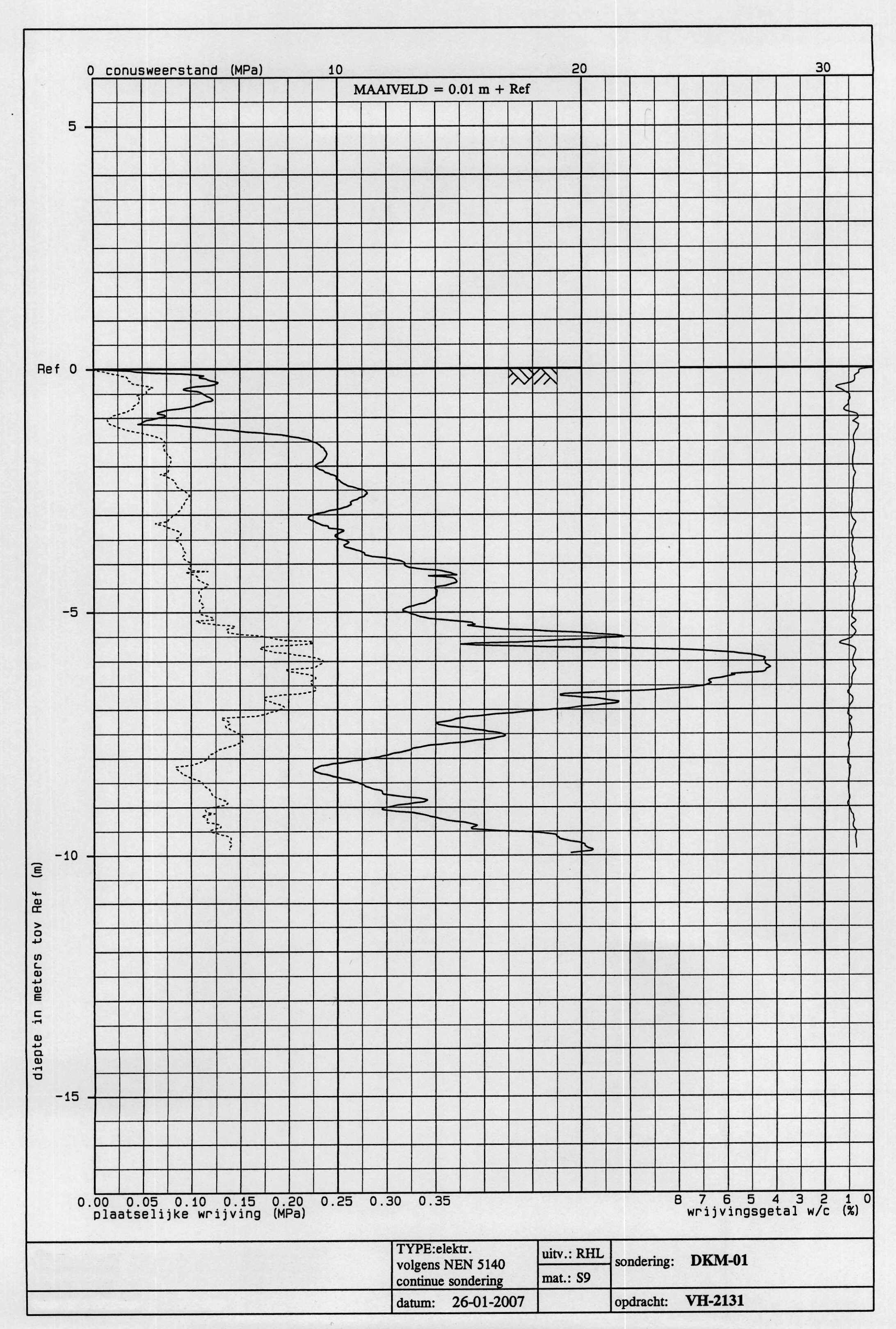
Sondeerstaat. Deze worden gebruikt om te bepalen op welke diepte voldoende draagkrachtige lagen voorkomen. In dit geval is een paalfundering niet nodig, wellicht is een fundering op staal voldoende.

Een funderingspaal ontleent zijn draagkracht aan een van de volgende twee verschijnselen:
1. Puntweerstand aan de voet van de paal. Deze wordt bepaald door de gemiddelde drukspanning van de grond, over een gebied van 8× de paalmaat boven de paalpunt en 4× onder de punt, te vermenigvuldigen met het oppervlak van de paalvoet.
2. Schachtwrijving langs de schacht van de paal. De om de paal liggende grond oefent een wrijvingskracht uit langs het, tussen de paalkop en de paalvoet liggende deel van de paal. Deze wrijvingskracht kan in verschillende lagen van de grond verschillende waarden aannemen. De totale schachtwrijving is dan de som van deze verschillende wrijvingskrachten langs de paalschacht. Deze totale (naar boven gerichte) schachtwrijving wordt positieve kleef genoemd.

De schachtwrijving langs de paal kan ook neerwaarts gericht zijn. Wanneer de bovenliggende grondlagen gaan zetten, zal de grond aan de paal gaan hangen. Dit is erg ongunstig: niet alleen is er dus een extra belasting op de paal, ook de bestaande schachtwrijving zal afnemen. Dit wordt negatieve kleef genoemd.
De totale draagkracht van een funderingspaal bedraagt dus:
Draagkracht = puntweerstand + schachtweerstand - negatieve kleef
Als de schachtweerstand het grootste deel van de draagkracht voor zijn rekening neemt, wordt gesproken over palen op kleef geheid, in het andere geval spreekt men van op stuit geheid.
De drukspanningen die de grond op kan nemen worden bepaald door middel van een sondering.

## Materialen
In de meeste landen worden houten palen niet meer gebruikt: dit type paal kan geen grote lasten dragen en de paal moet volledig onder het freatisch vlak geplaatst worden om rotten te verhinderen. Daar waar tegenwoordig houten palen worden toegepast worden deze vaak tot onder de grondwaterspiegel geheid en voorzien van een betonopzetter.
Heipalen kunnen in een betonfabriek geprefabriceerd worden van gewapend of voorgespannen beton en op het bouwwerk afgeleverd. Door prefabricage onder gecontroleerde omstandigheden kan de kwaliteit worden gegarandeerd. In België wordt deze techniek weinig toegepast.
Ook stalen profielen zijn mogelijk, maar deze zijn door het corrosie-gevaar en de vele trillingen en hoog lawaainiveau bij het heien niet populair.

## Types
Funderingspalen kunnen op de volgende manier worden aangebracht:
- grondverdringend (heipaal, trillen schroefpaal)
  - Hier wordt de massieve paal in de grond geslagen met een hei- of trilblok en wordt de grond rondom de paal opzij geduwd. Hierdoor wordt de grond rondom de paal verdicht. Het heien veroorzaakt geluids- en trillingshinder voor de omgeving en soms ontstaat schade aan naburige bebouwing.
- weinig grondverdringing (heien, trillen, schroefpaal)
  - Bij relatief slanke palen en palen met holle doorsnede en zonder gesloten voet, wordt de grond slechts weinig opzij geduwd. Er ontstaan minder trillingen, maar ook de draagkracht is relatief kleiner.
- met uithaling van grond (boorpaal, pulsen)
  - Funderingspalen kunnen "in de grond gevormd" worden; hierbij wordt een stalen buis de grond in geslagen, getrild of geboord als bij een heipaal en deze buis wordt in situ voorzien van wapening en volgestort met beton. Het is ook mogelijk om tijdens het aanbrengen van beton de stalen buis weer omhoog te trekken waarbij de losse paalpunt in de grond achterblijft. Om de draagkracht te vergroten kan de punt van in de grond gevormde palen worden afgewerkt als een grote bolvormige voet. Door de grond bij het inbrengen van de paal te verwijderen, treedt geen verdichting op van deze grond. Als alternatief voor het inbrengen van een stalen buis kan het gat tijdelijk gevuld worden met de steunvloeistof bentoniet, die bij het storten van het beton er weer uitstroomt. Dit is een techniek die ook bij diepwanden wordt toegepast.

## Funderingsinspectie

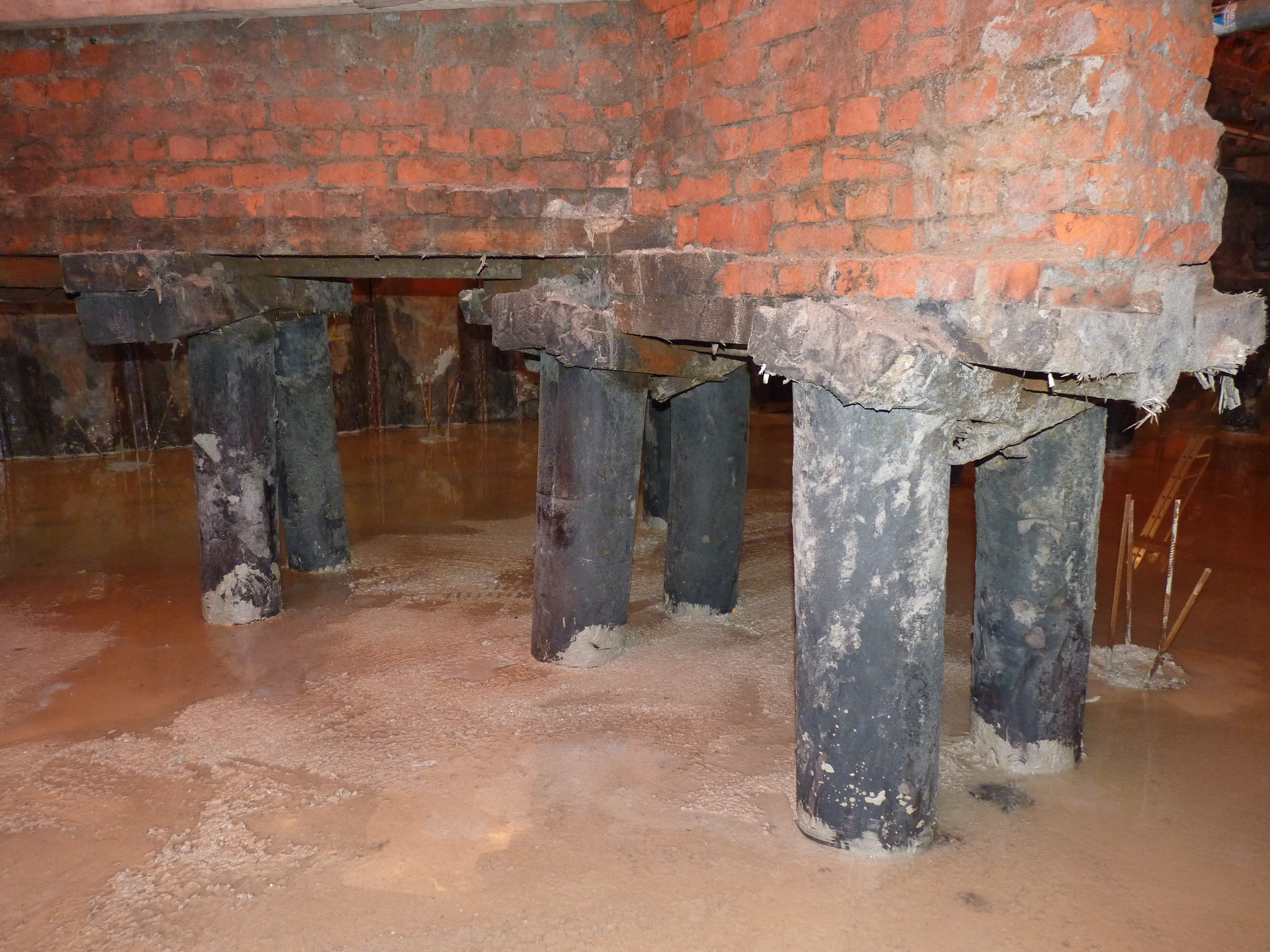
Houten paalfundering bij funderingsonderzoek. Het betreft een zogeheten Amsterdamse paalfundering met onder meer kespen.

Bij twijfel aan de kwaliteit van (houten) paalfunderingen kunnen inspecties aan de fundering worden uitgevoerd. Hierbij worden onderdelen van de fundering vrijgegraven en geïnspecteerd. De mate van aantasting van houten onderdelen van de fundering door bijvoorbeeld schimmels of bacteriën kan hierbij worden bepaald. Tevens kan worden gekeken naar gegevens omtrent de bouwwijze van de fundering, de mate waarin het pand is gezakt, de richting waarop het pand is gezakt (voorover, achterover) en in hoeverre de houten onderdelen van de fundering boven het niveau van het grondwater hebben gestaan (droogstand).

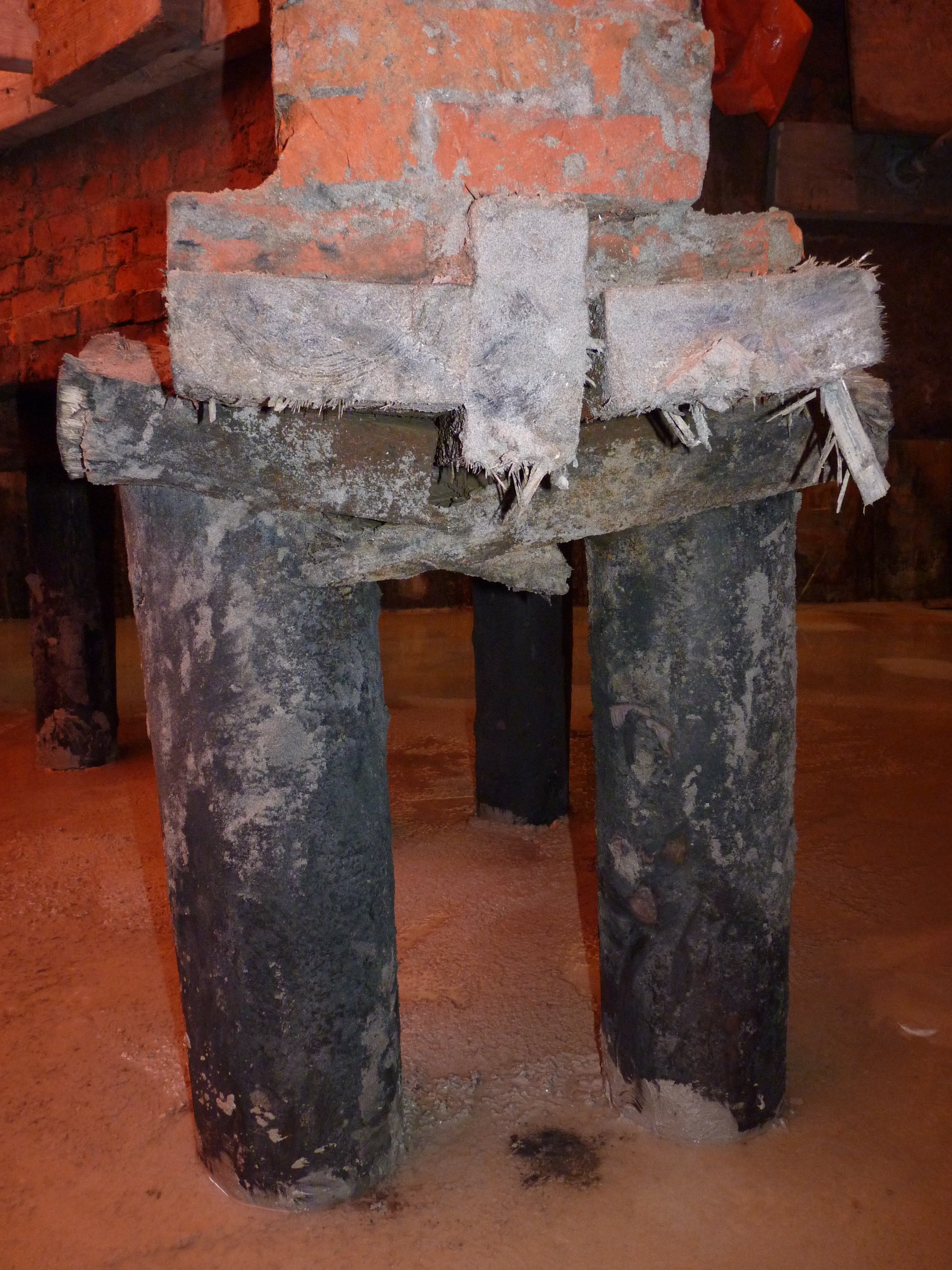
Onderdelen houten paalfundering

fundering op staal · fundering op putten · grondverbetering · paalfunderingen (lijst van funderingspaalsystemen) · verdichten